# Далеке (Мелітопольський район)
Дале́ке — село в Україні, у Мелітопольському районі Запорізької області. Населення становить 156 осіб. Входить до складу Веселівської селищної громади.

## Географія
Село Далеке розташоване за 5 км від села Широке.
У селі є вулиці: Гагаріна та Степова.

### Клімат
Клімат села помірно континентальний, зі спекотним літом і малосніжною, переважно теплою зимою, характеризується чітко означеною посушливістю.
| Клімат Далекого           | Клімат Далекого | Клімат Далекого | Клімат Далекого | Клімат Далекого | Клімат Далекого | Клімат Далекого | Клімат Далекого | Клімат Далекого | Клімат Далекого | Клімат Далекого | Клімат Далекого | Клімат Далекого | Клімат Далекого |
| Показник                  | Січ.            | Лют.            | Бер.            | Квіт.           | Трав.           | Черв.           | Лип.            | Серп.           | Вер.            | Жовт.           | Лист.           | Груд.           | Рік             |
| Середній максимум, °C     | −0,2            | 0,4             | 4,7             | 13,6            | 21,0            | 25,6            | 28,2            | 27,4            | 21,9            | 14,5            | 7,2             | 2,8             | 13              |
| Середня температура, °C   | −3,1            | −2,6            | 1,3             | 9,2             | 16,0            | 20,4            | 22,8            | 22,0            | 16,7            | 10,1            | 4,1             | 0,2             | 9               |
| Середній мінімум, °C      | −6              | −5,6            | −2              | 4,9             | 11,1            | 15,3            | 17,5            | 16,6            | 11,5            | 5,8             | 1,1             | −2,3            | 5               |
| Норма опадів, мм          | 37              | 33              | 30              | 30              | 41              | 47              | 45              | 35              | 32              | 25              | 35              | 43              | 433             |
| ------------------------- | --------------- | --------------- | --------------- | --------------- | --------------- | --------------- | --------------- | --------------- | --------------- | --------------- | --------------- | --------------- | --------------- |
| Джерело: climate-data.org |                 |                 |                 |                 |                 |                 |                 |                 |                 |                 |                 |                 |                 |

## Історія
Засноване 1920 року як хутір Молодики.
1945 року перейменоване в хутір Далекий.
1958 року знову перейменоване в село Далеке.
У 1962-1965 роках належало до Михайлівського району Запорізької області, відтак у складі Веселівського району.
12 червня 2020 року, відповідно до розпорядження Кабінету Міністрів України № 713-р «Про визначення адміністративних центрів та затвердження територій територіальних громад Запорізької області», увійшло до складу Веселівської селищної громади.
19 липня 2020 року, в результаті адміністративно-територіальної реформи та ліквідації  Веселівського району увійшло до складу Мелітопольського району.